# 필라스터

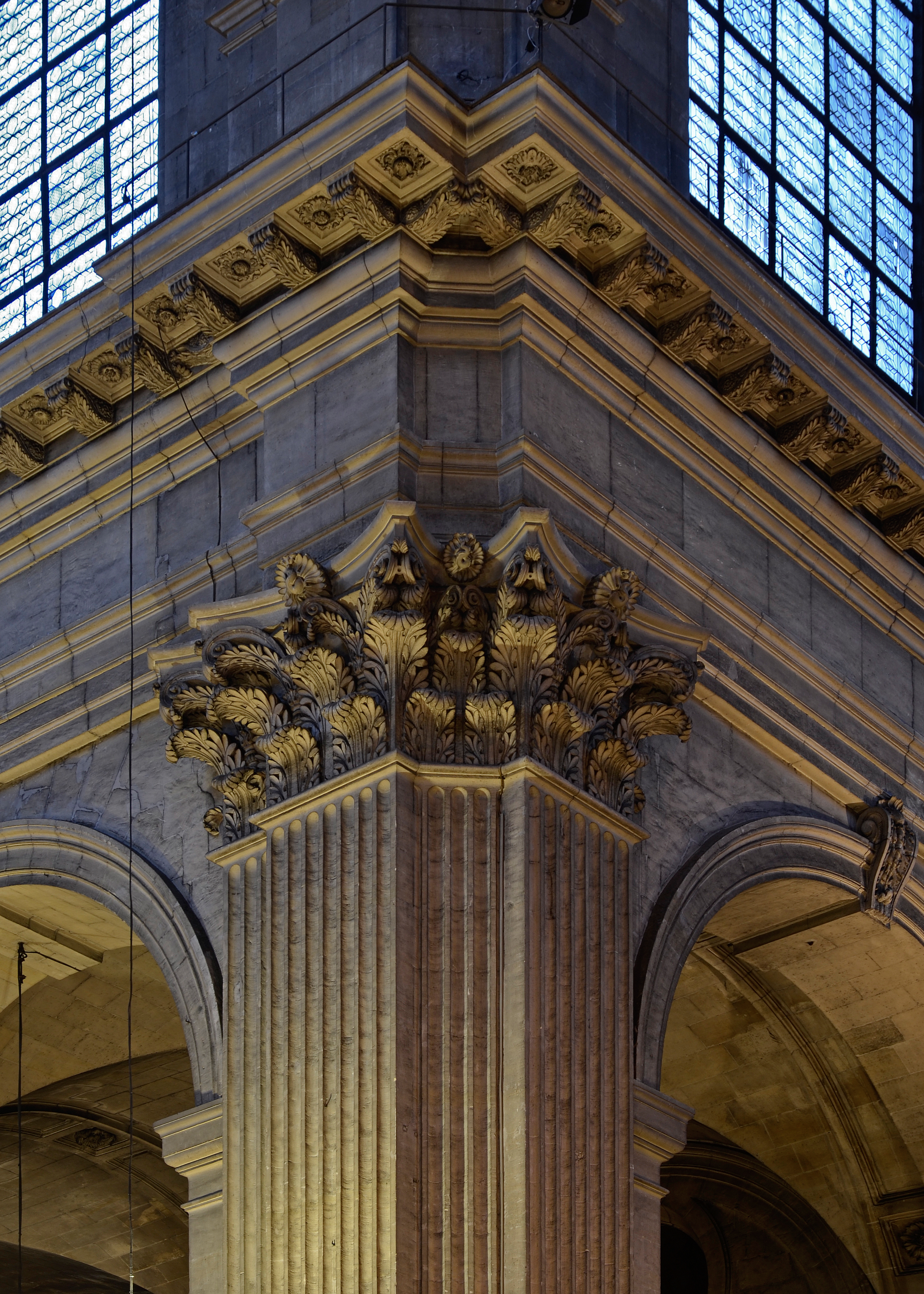
생 쉴피스 교회의 두 개의 장식용 코린토스식 기둥

필라스터(Pilaster)는 건축학에서 벽에 통합된 두꺼운 벽 또는 기둥의 하중을 받는 부분이자, 고전 건축에서 지지 기둥 또는 벽의 모습을 한 순수한 장식 요소이다. 일반적으로 벽기둥으로 정의되기도 한다. 장식품으로서 필라스터는 보통 기둥처럼 취급되는 주 벽면에서 튀어나온 평평한 표면으로 되어 있으며, 꼭대기에는 머리장식, 바닥에는 페데스탈(받침대)이 있고, 그 밖에 다양한 기둥 요소들이 있다. 또한 고전적 기둥과는 달리, 붙임 기둥이나 버트레스는 그 위의 벽과 지붕 구조를 지지할 수 있다.
인체 해부학에서 필라스터는 대퇴골을 가로질러 수직으로 뻗어 있는 능선을 의미하며, 이는 현대인에게만 있는 특징으로 그 구조적 기능은 불분명하다.

## 정의
필라스터는 전 세계적으로 널리 사용되는 건축 자재로, 구조적 하중을 벽에 통합된 벽이나 기둥의 두꺼운 부분이 지지하는 구조적 하중 지지 요소이다.
또한 필라스터는 고전 건축에 사용되는 순전히 장식적인 요소이기도 하다. 따라서 기둥의 기능적인 역할을 갖고 있다기 보단 단지 형태적인 요소에 불과하다.

### 고전 건축에서
루돌프 비트코버는 레온 바티스타 알베르티가 필라스터를 다시 도입하여 벽 건축에 사용한 것에 대해 논의하면서 다음과 같이 썼다. "필라스터는 벽을 장식하기 위한 기둥의 논리적 변형이다."
필라스터는 주두로 나타나며 엔타블러처도 낮은 부조로 조각 되거나 벽에 납작하게 붙은 형태이다. 일반적으로 필라스터는 기둥의 모든 부분과 비율을 반복하는 경우가 많지만, 기둥과 달리 필라스터는 일반적으로 엔타시스가 없다.
필라스터는 보통 건물 정면의 문틀이나 창문 입구 측면에 있으며, 때로는 주랑 현관과 같이 벽에서 약간 떨어진 정면에 기둥이 직접 설치되어 그 위에 있는 지붕 구조를 지탱하는 경우도 있다. 이러한 수직 요소는 출입구 주변의 움푹 들어간 아키볼트를 지지하는 데에도 사용할 수 있다. 필라스터는 엔타블러처를 지지하는 장식용 브래킷이나 출입구 위의 발코니로 대체될 수 있다.
두 벽의 모서리 교차점에 필라스터가 나타나면 이를 칸톤(canton)이라고 한다.
일반 기둥과 마찬가지로 필라스터는 겉모습이 평평하거나 홈이 난 표면을 가질 수 있으며 다양한 건축 양식으로 표현될 수 있다. 르네상스와 바로크 시대에 건축가들은 다양한 형태의 필라스터를 사용했다. 통째 오더 필라스터는 2층 높이로 나타나며, 여러 층을 하나의 유닛으로 연결한다.
고대 그리스와 로마 건축에서 이 장식 요소를 사용하는 방식은 이탈리아 르네상스에 채택되었고, 그리스 부흥 건축으로 큰 인기를 얻었으며, 일부 현대 건축에서도 여전히 사용되고 있다.

## 갤러리

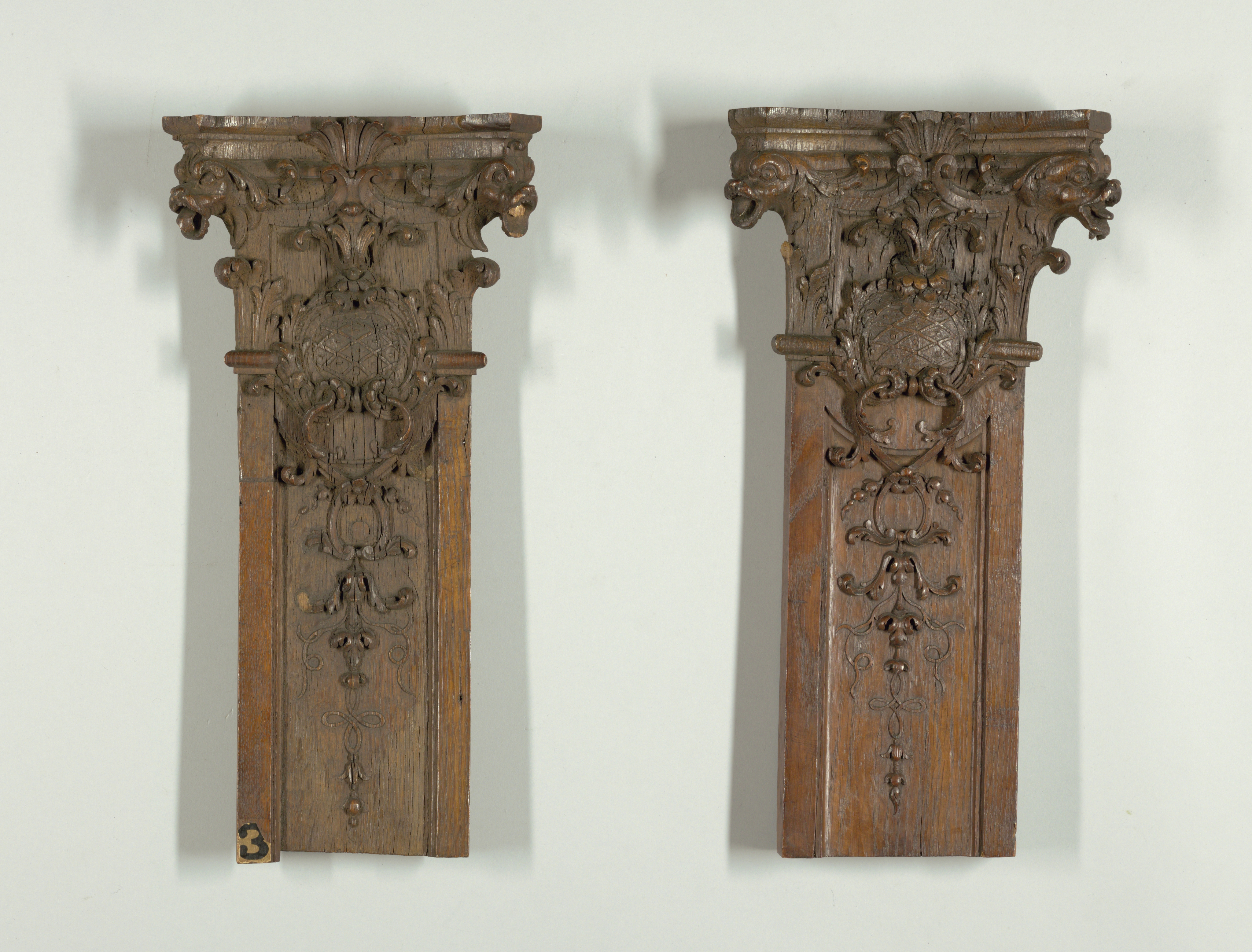
뉴욕 쿠퍼 휴이트 스미스소니언 디자인 박물관에 있는 참나무로 만든 프랑스식 필라스터 두 조각
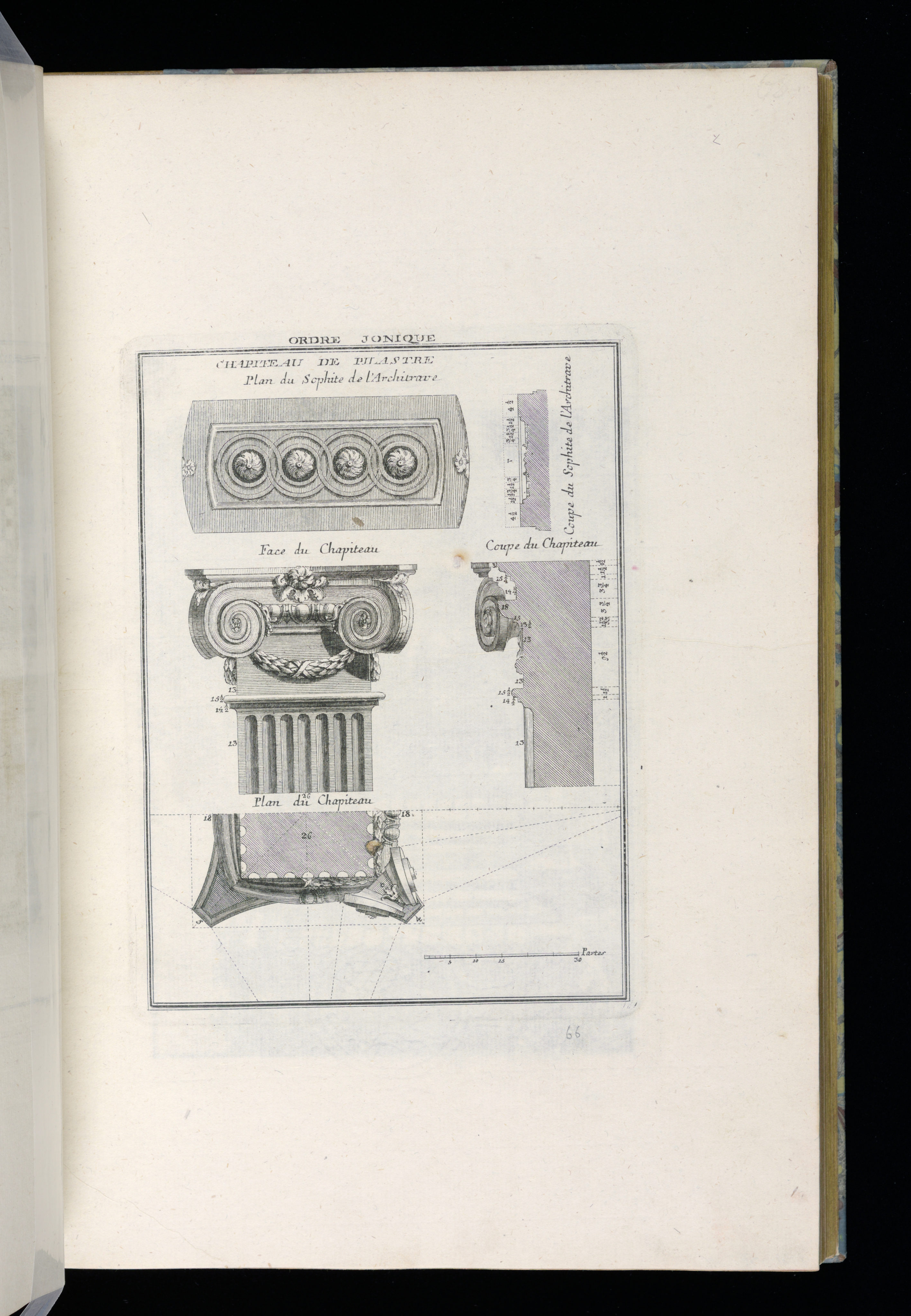
쿠퍼 휴이트 스미소니언 디자인 박물관에 소장된 독일의 주두에 페스툰 장식이 있는 이오니아식 필라스터 삽화
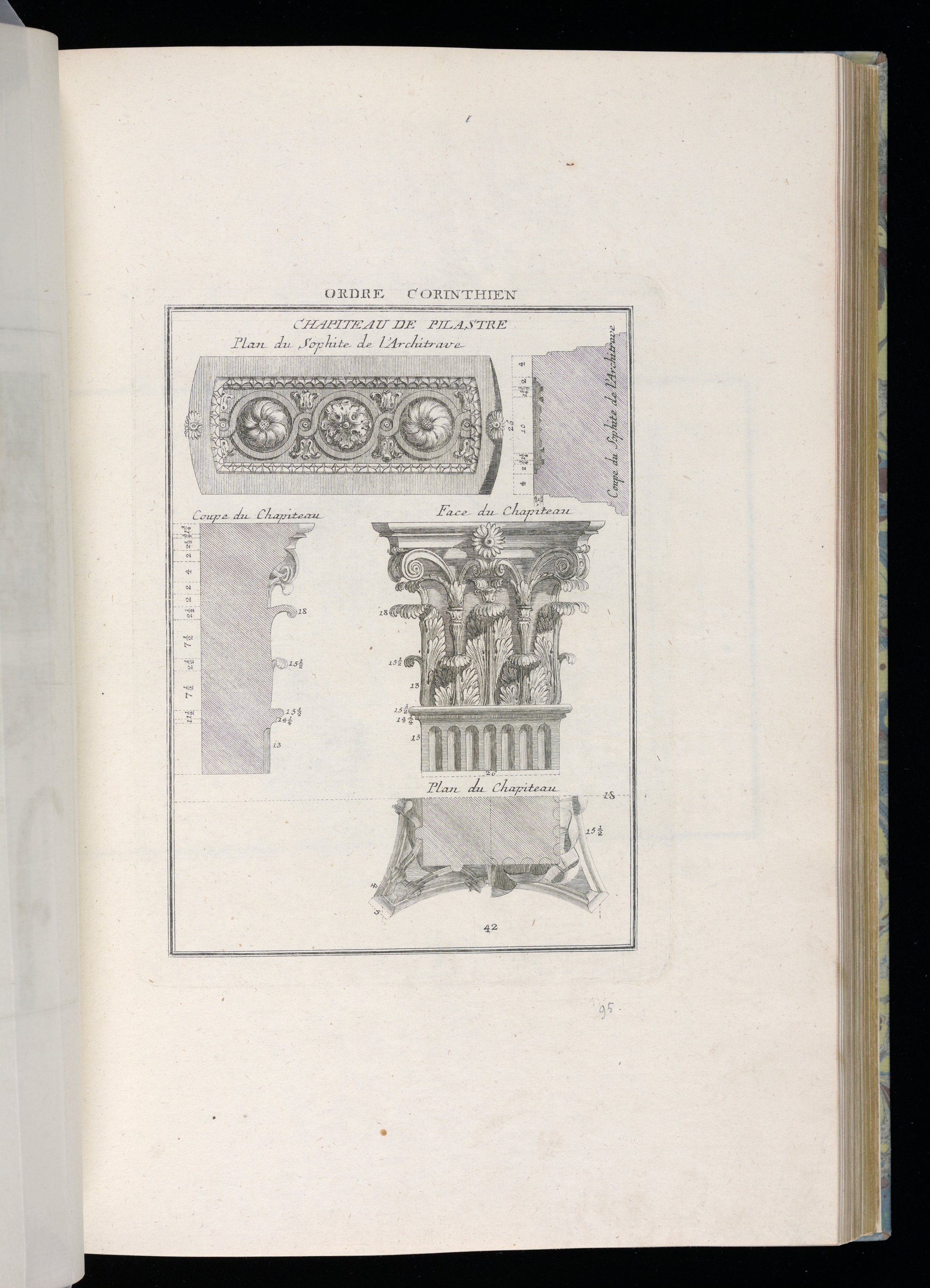
쿠퍼 휴이트 스미소니언 디자인 박물관에 소장된 독일의 코린토스식 필라스터 삽화
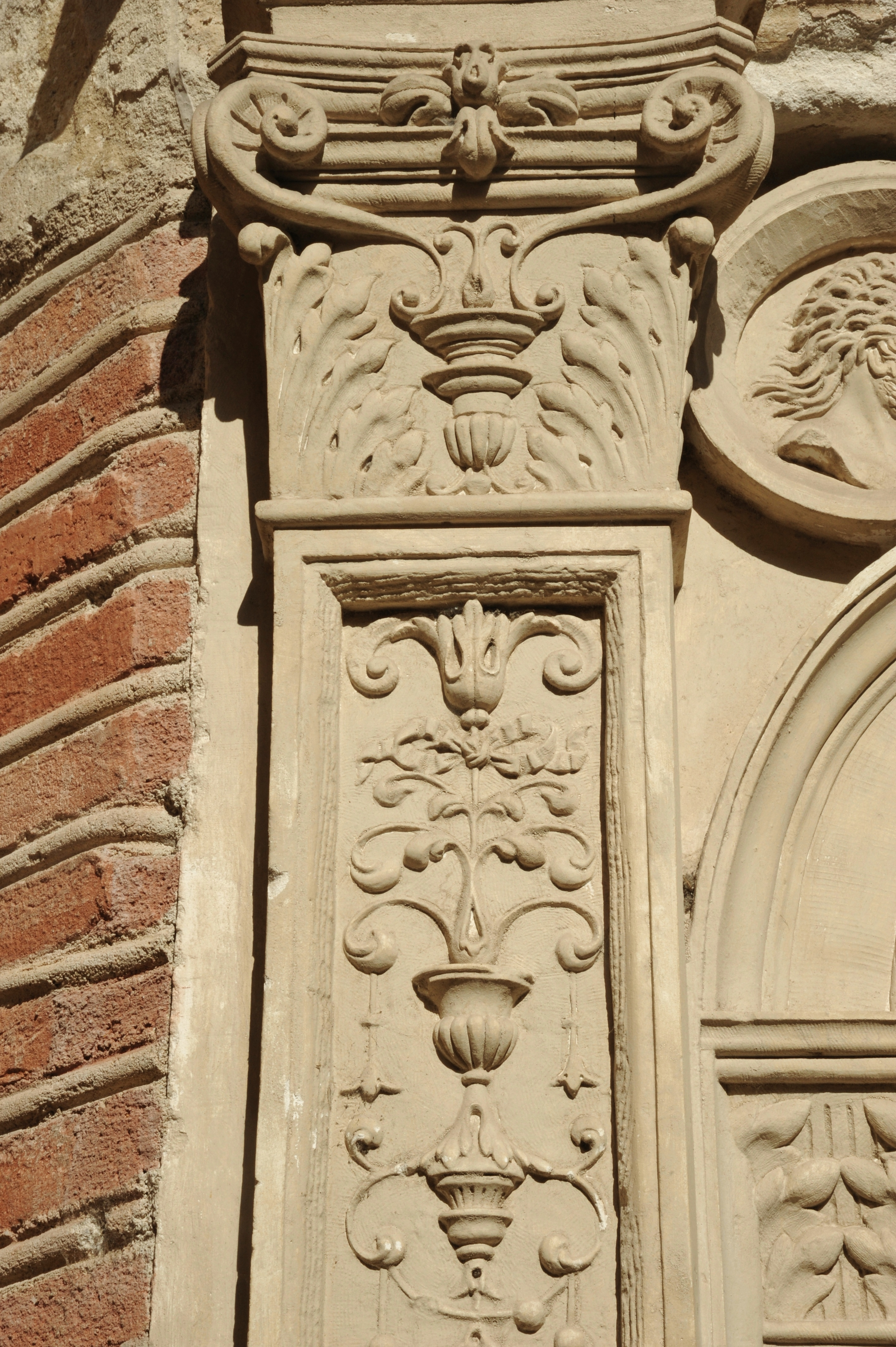
프랑스 툴루즈에 있는 오텔 뒤 비외레쟁의 르네상스 코린트식 필라스터의 일부
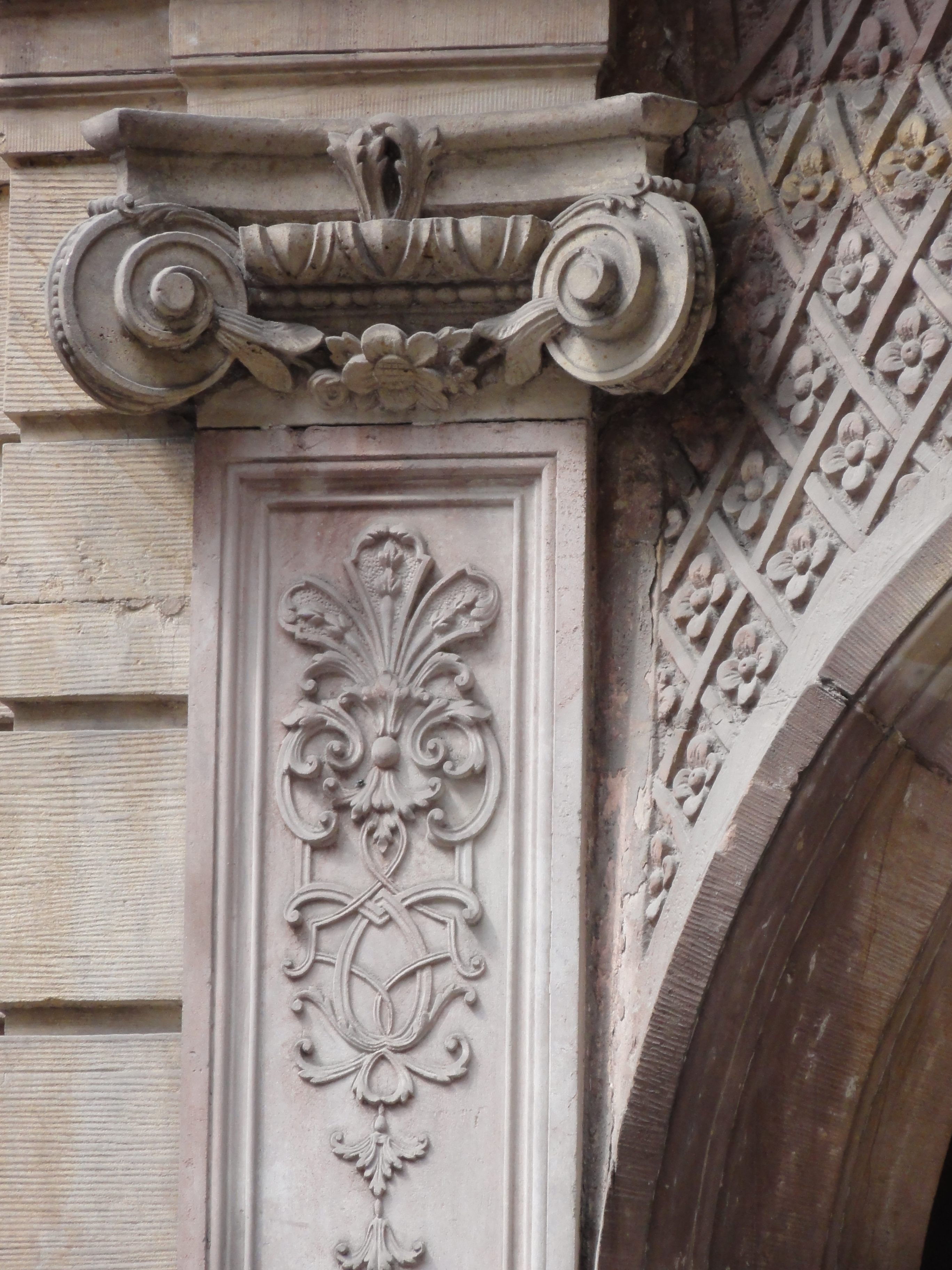
르네상스와 루이 14세 양식이 동시에 나타난 프랑스 스트라스부르의 필라스터
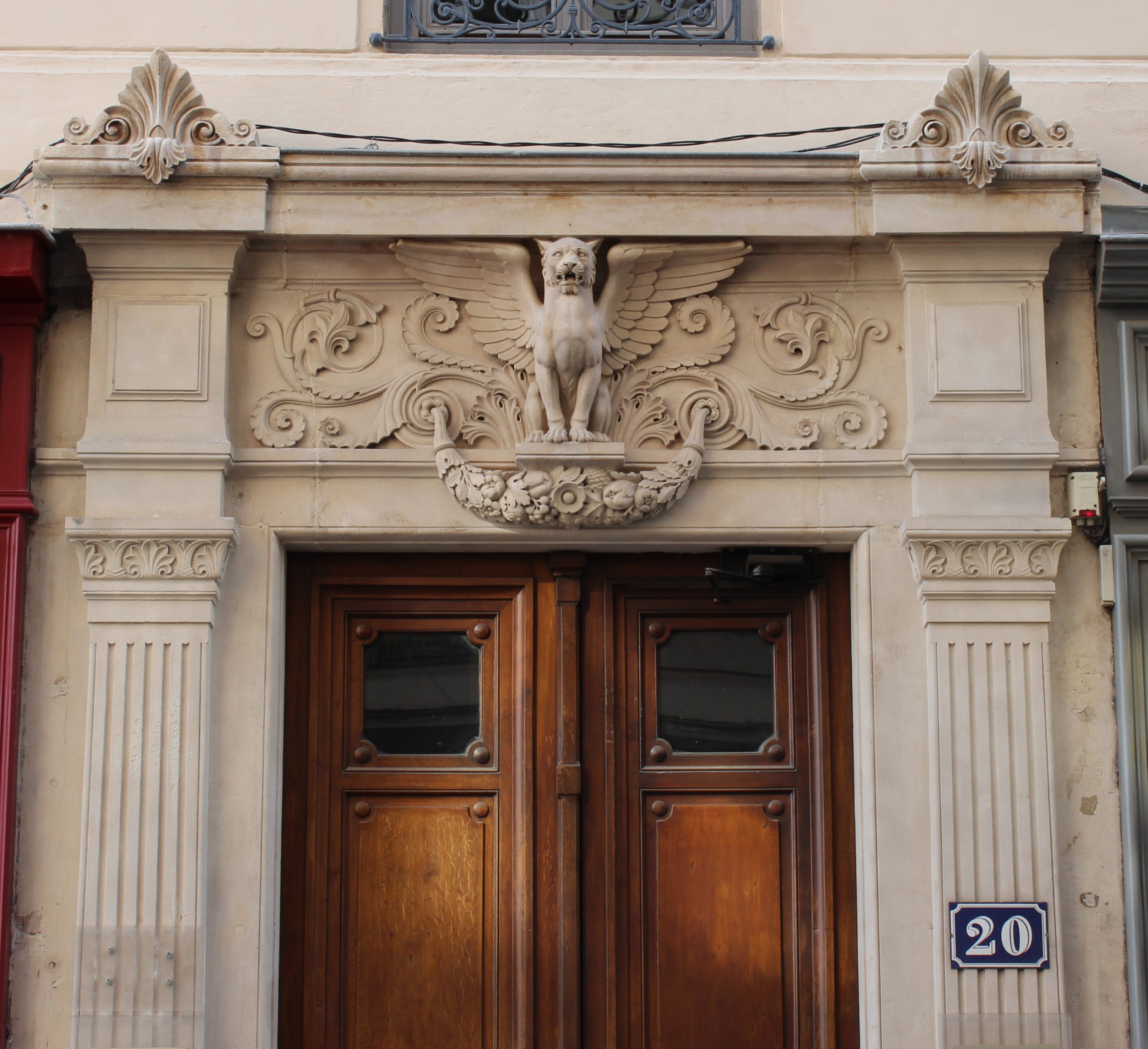
프랑스 리옹의 문 양쪽에 있는 한 쌍의 필라스터
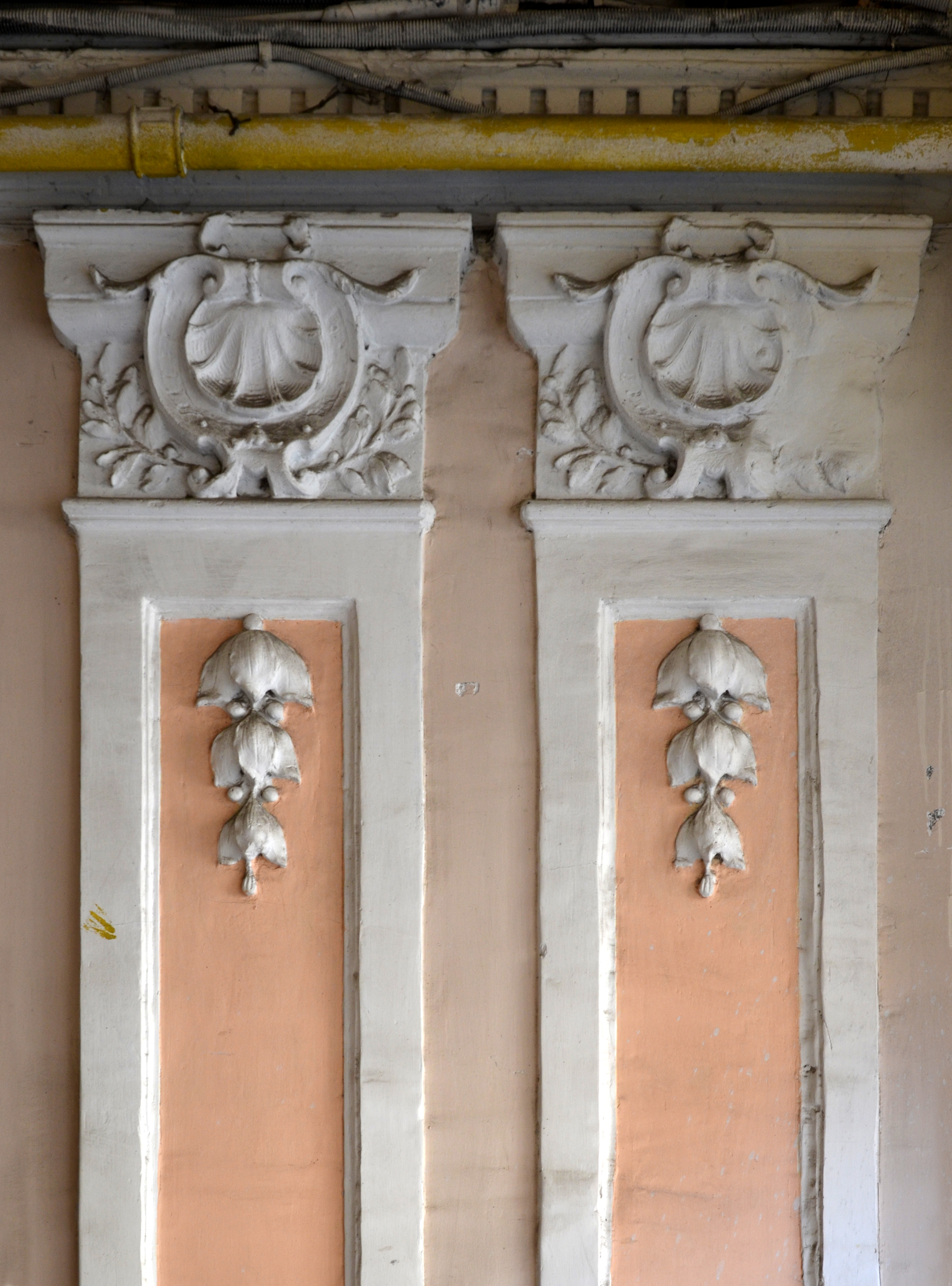
우크라이나 르비우의 두 개의 필라스터
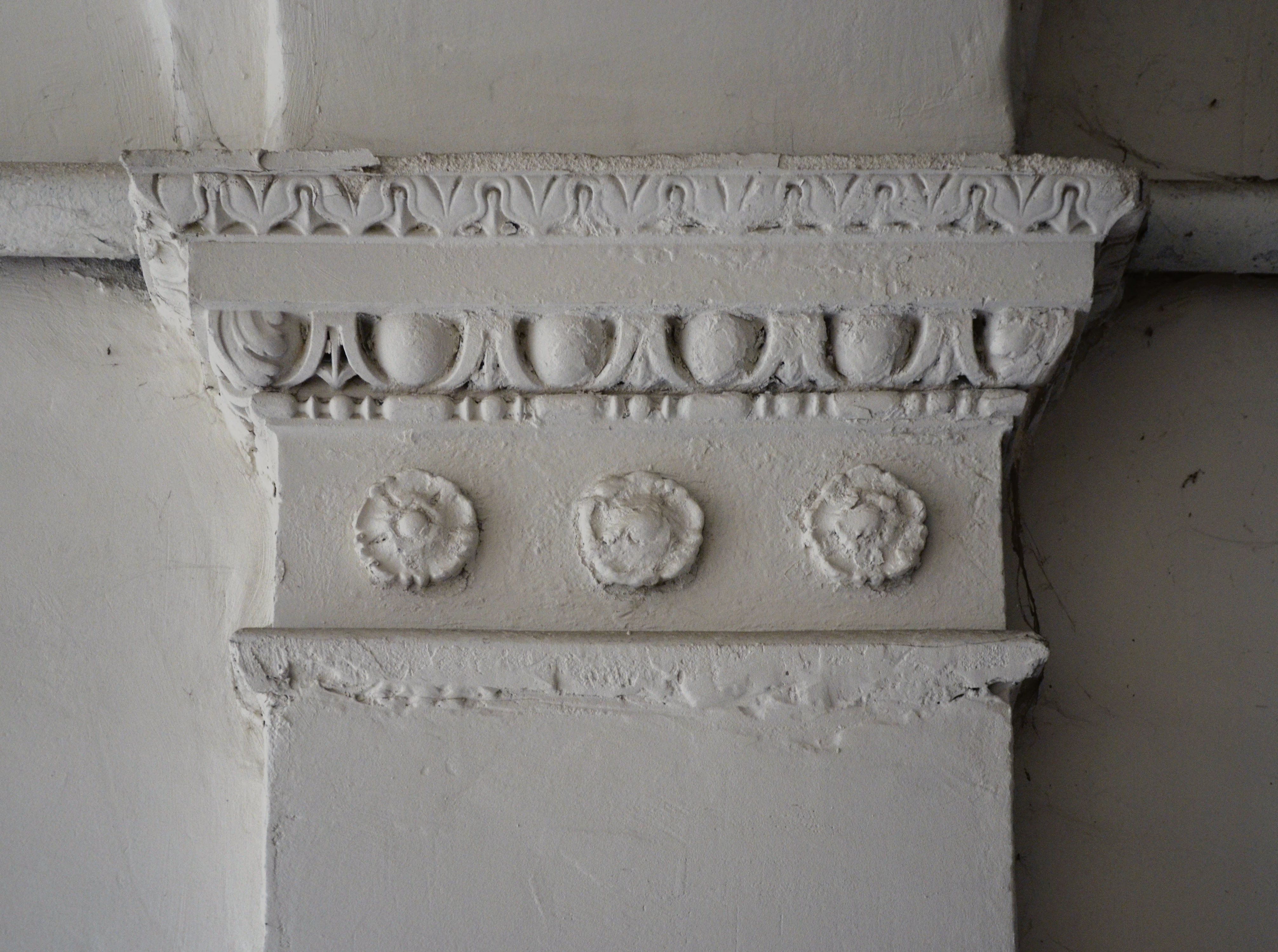
우크라이나 르비우의 도리스식 필라스터의 주두
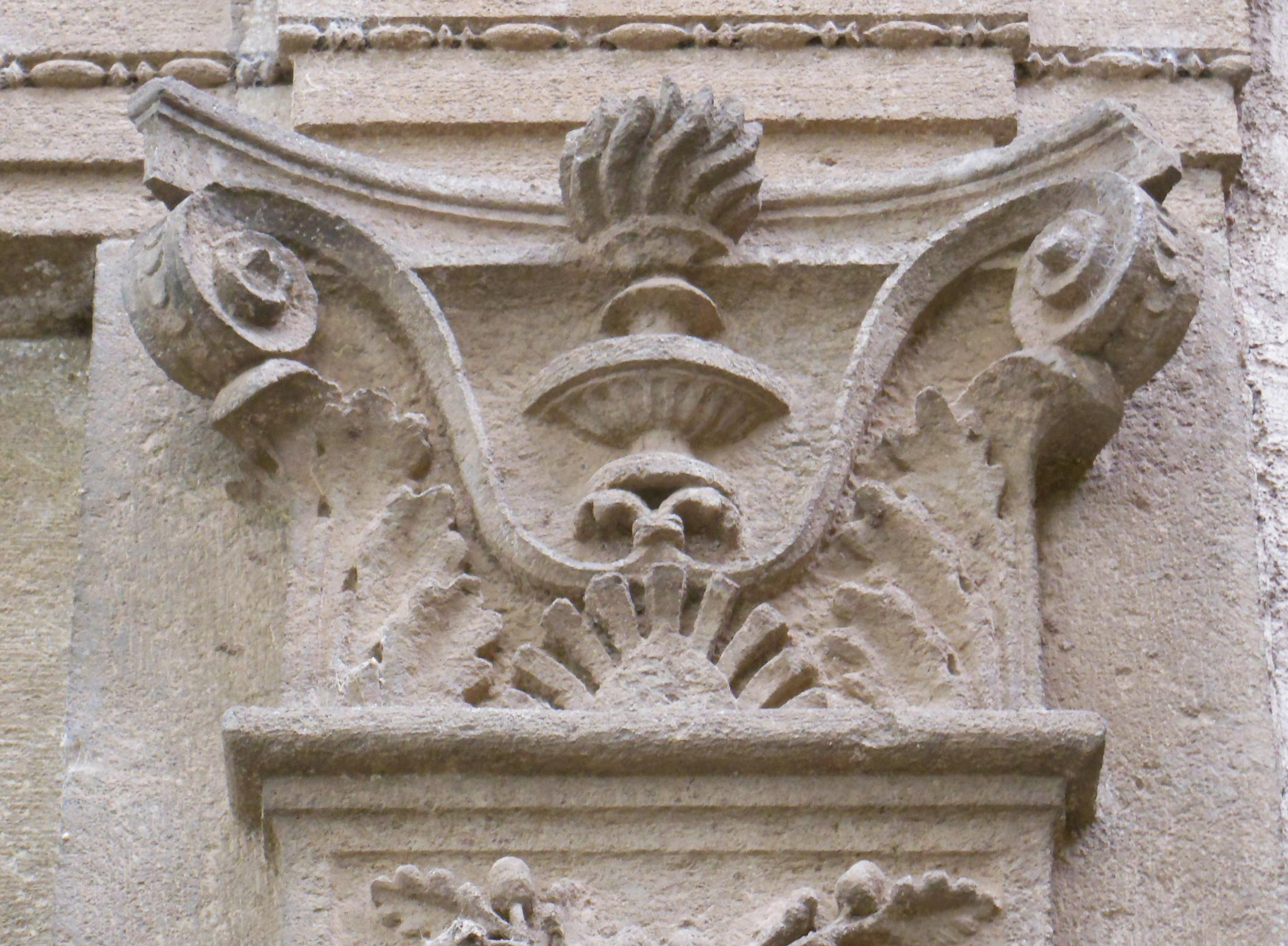
이탈리아 그로타페라타의 기둥의 코린트 양식 주두 부분
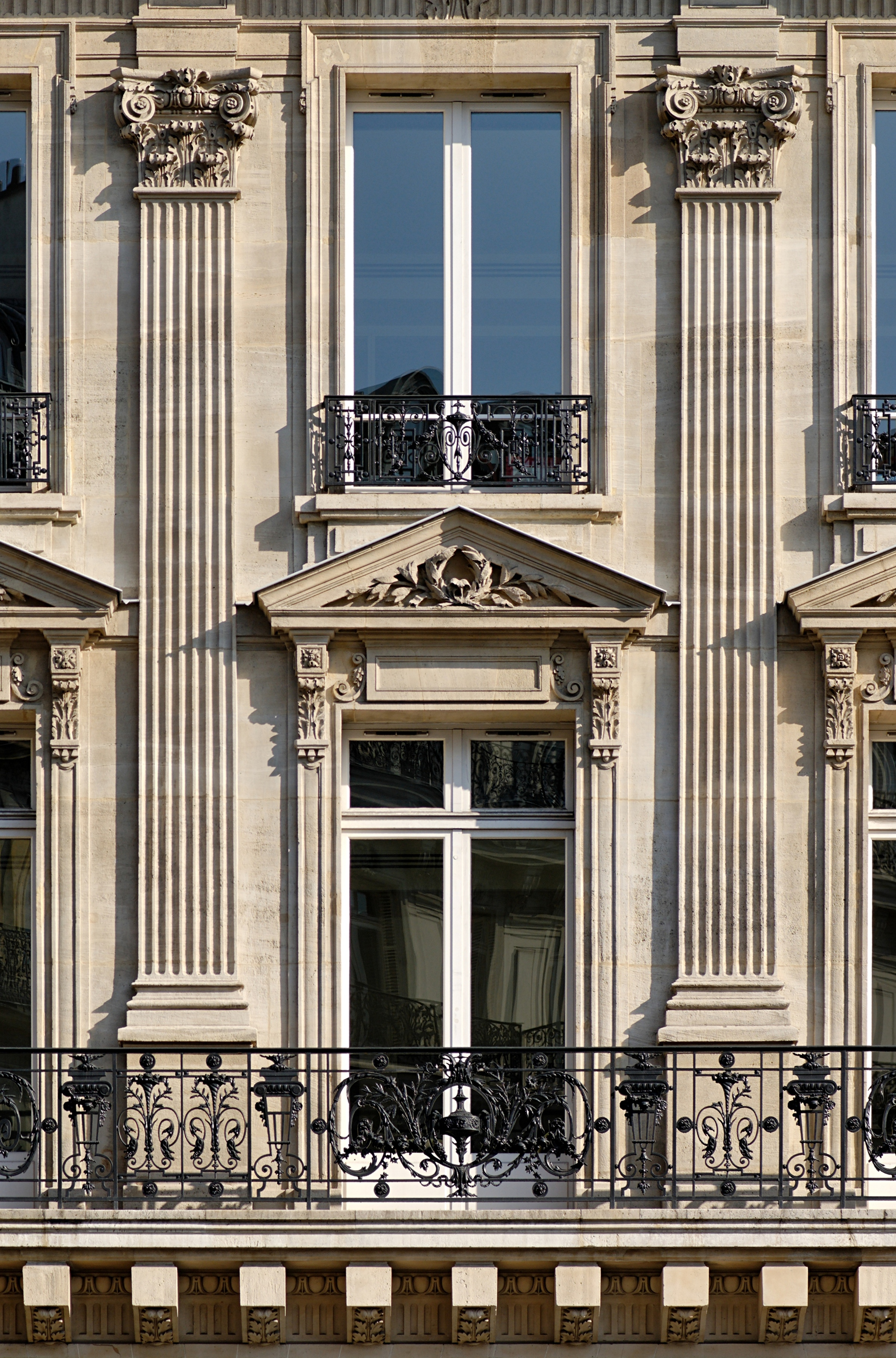
파리 오페라 거리에 있는 19세기 건물의 1층과 2층을 잇는 통째 오더 필라스터.
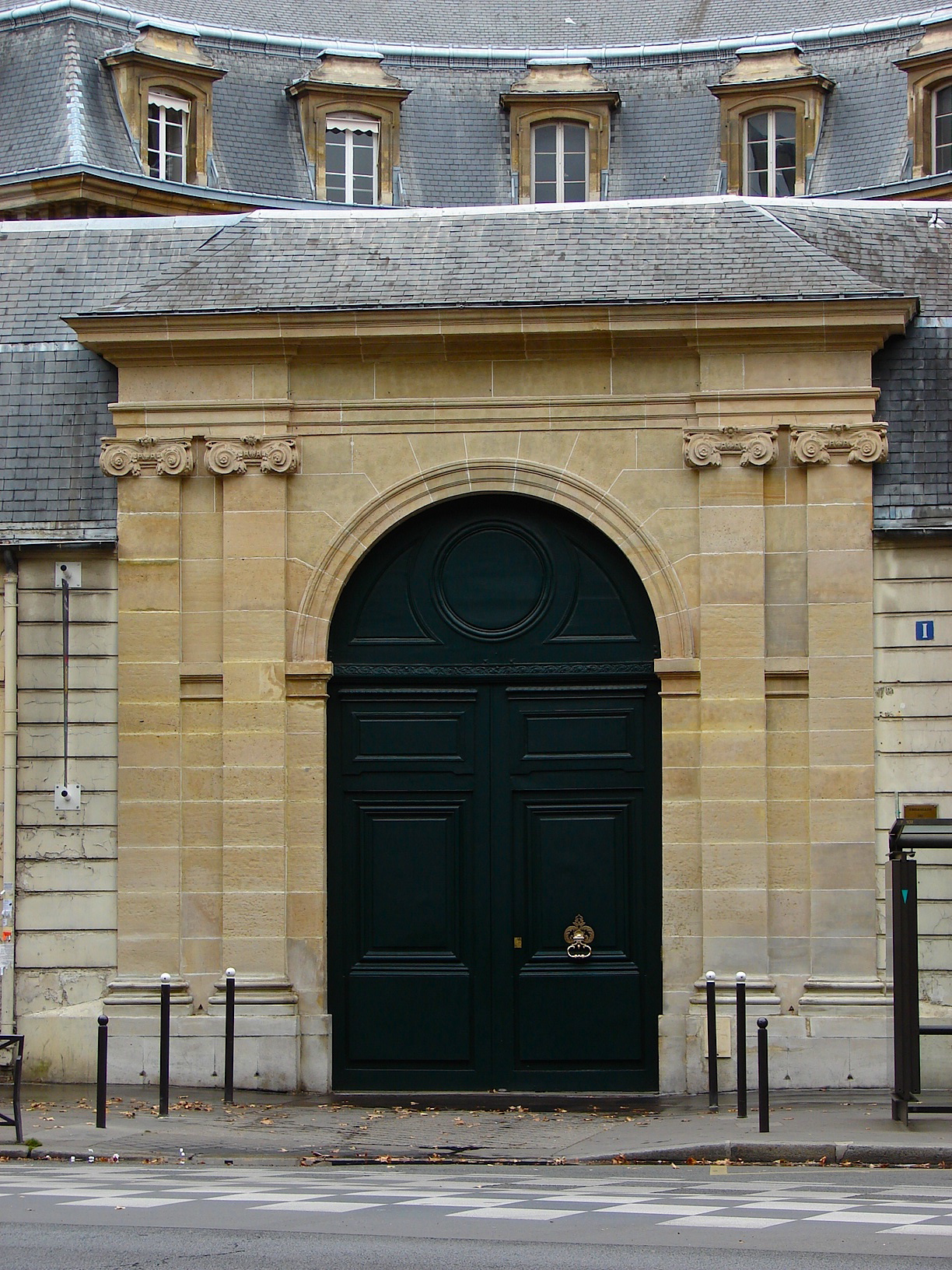
파리의 문 양쪽에 있는 이오니아식 필라스터 두 쌍
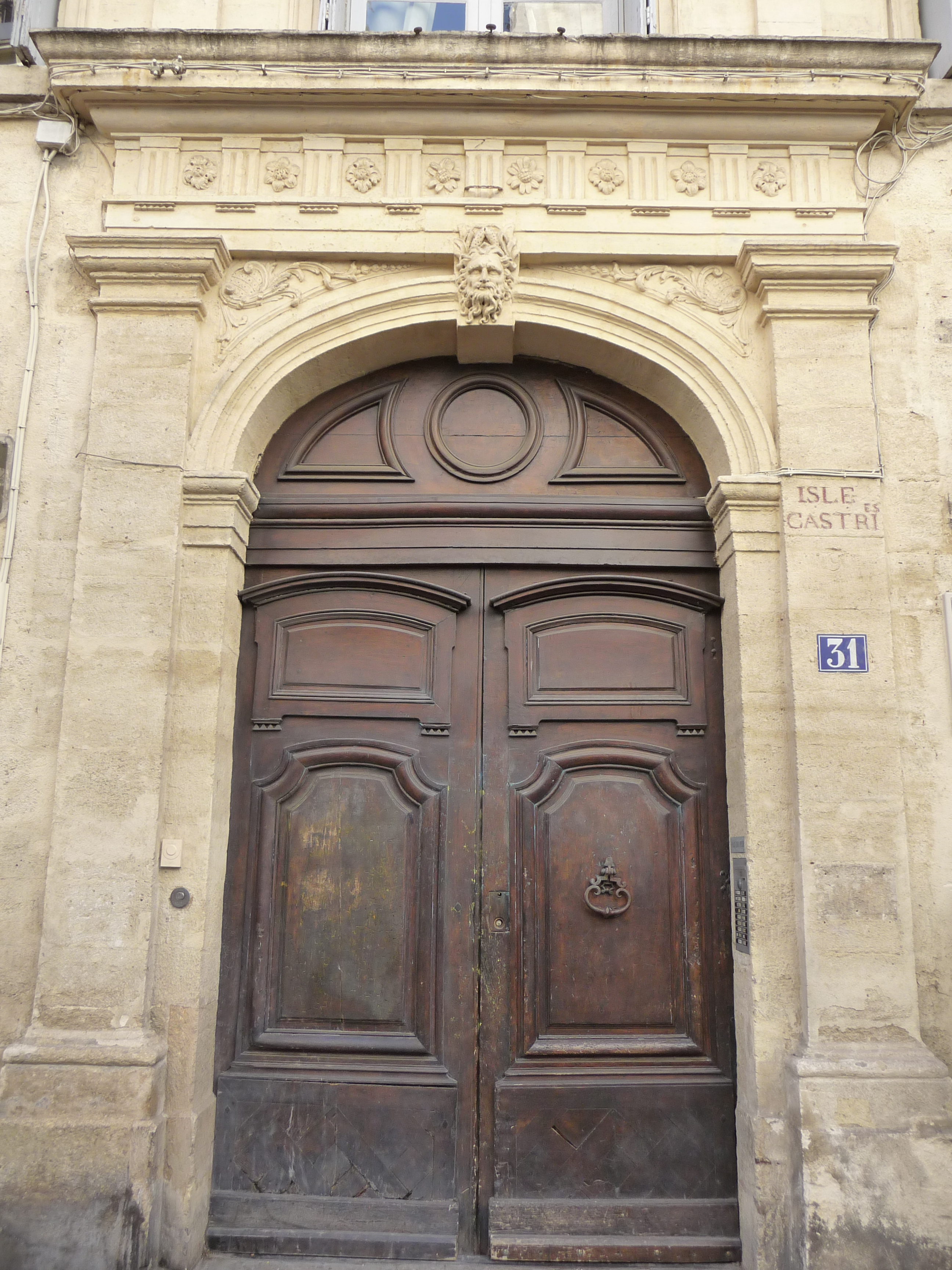
프랑스 몽펠리에의 문을 둘러싼 도리스 양식의 필라스터 한 쌍
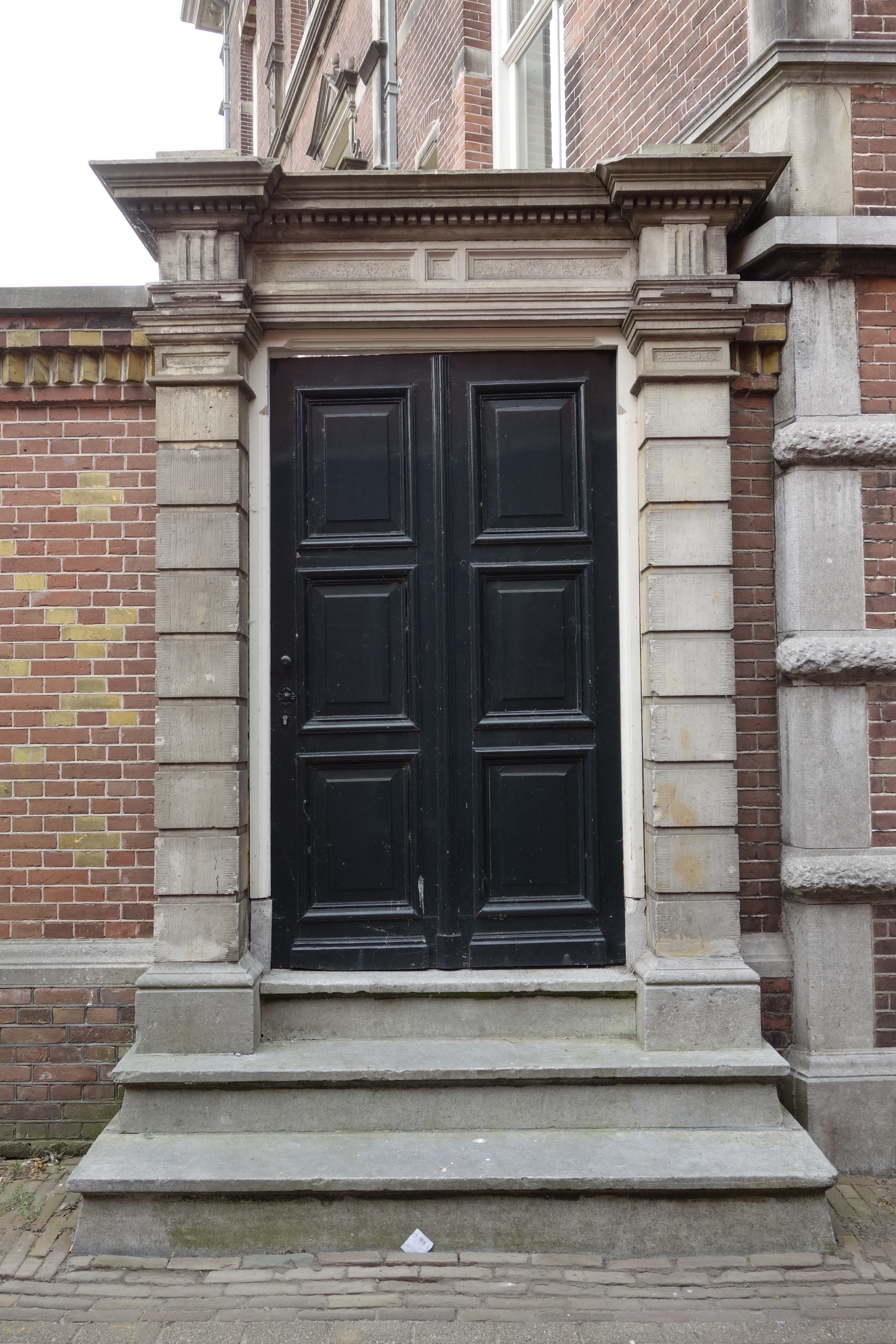
네덜란드 엥크하위전의 문 양쪽에 있는 도리스 양식의 필라스터 한 쌍
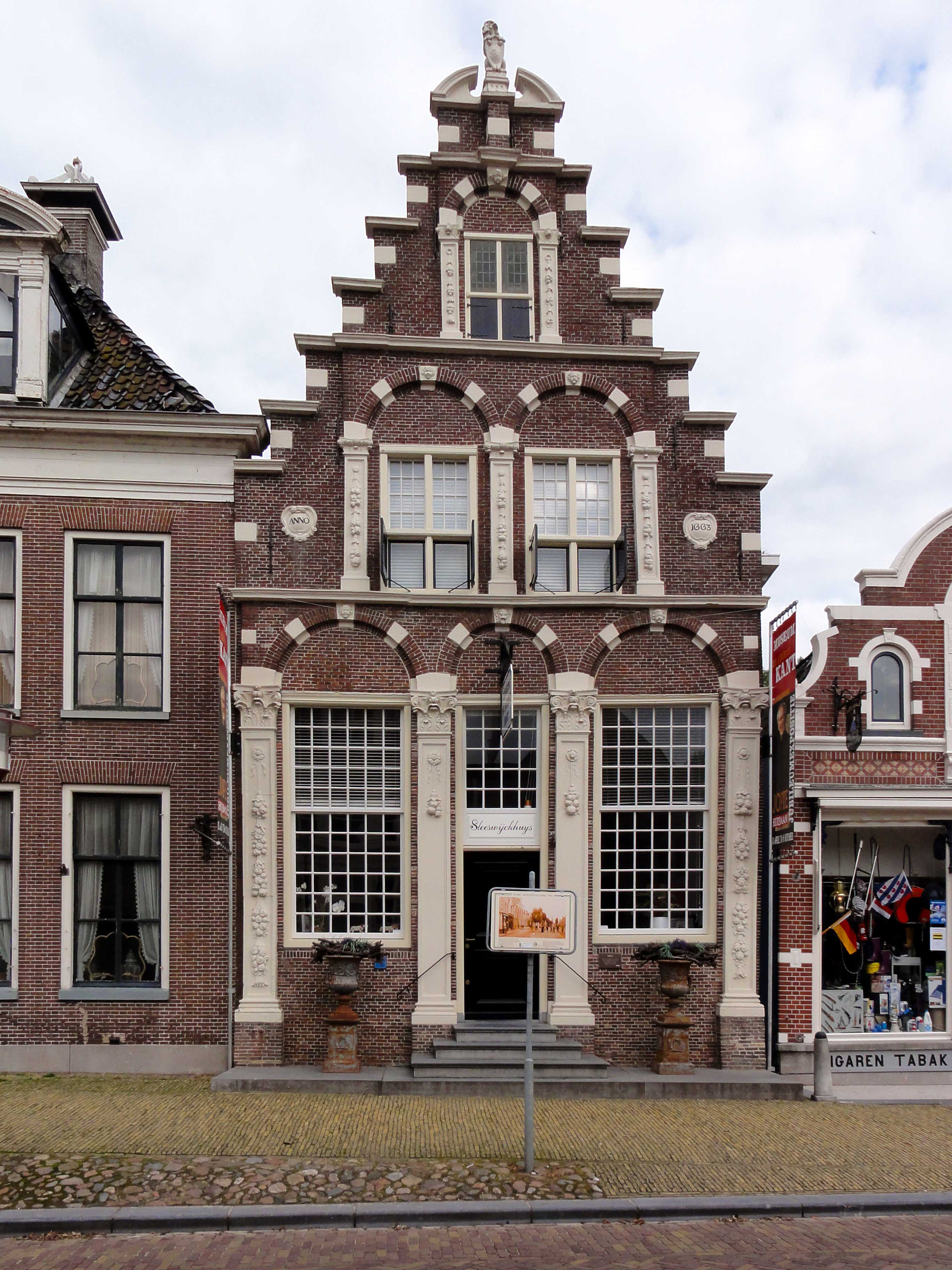
네덜란드 월컴에 있는 1663년에 지어진 코린트 양식의 필라스터로 장식된 집
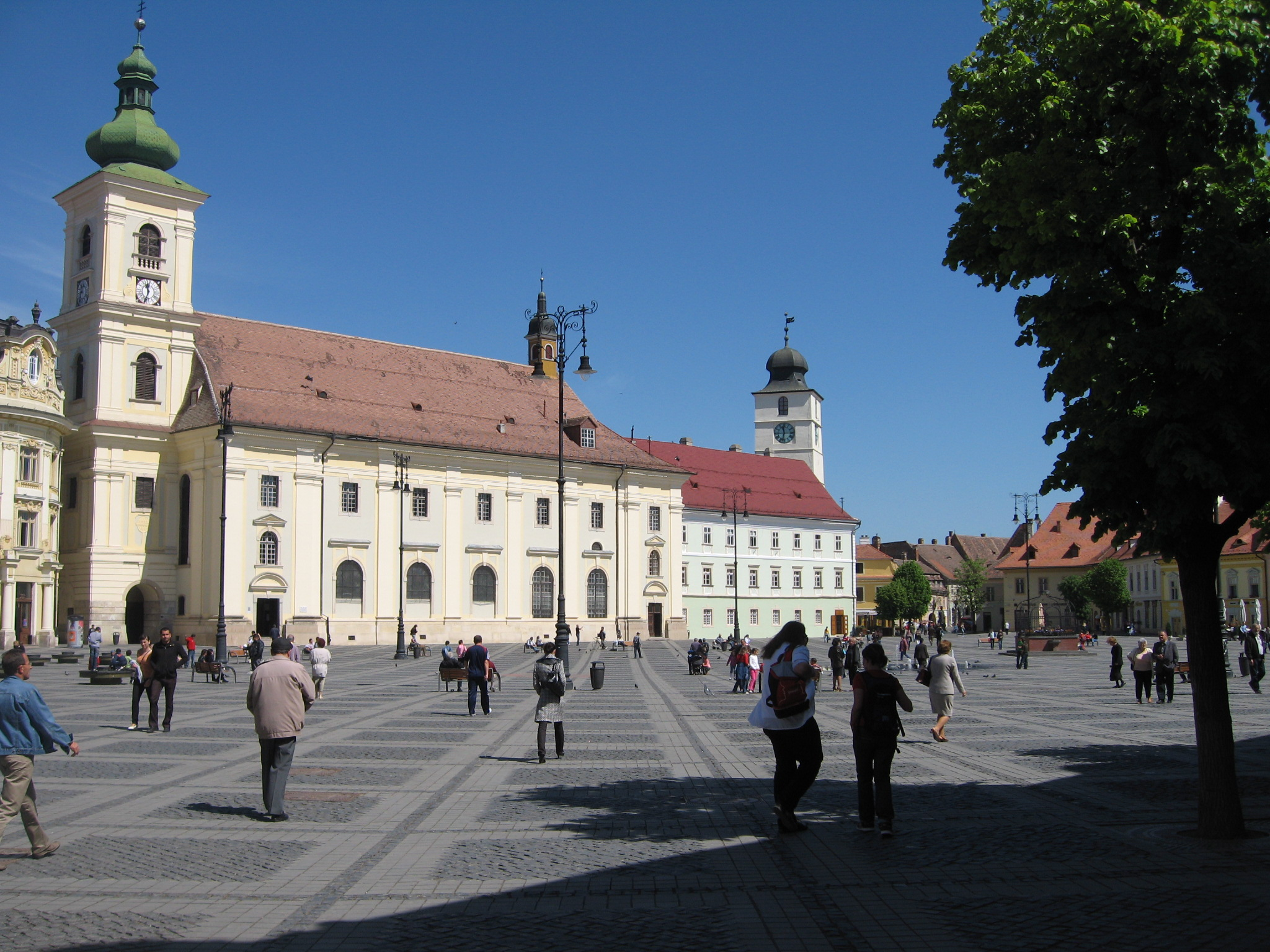
루마니아 트란실바니아 시비우에 있는 예수회 교회의 도리스식 필라스터
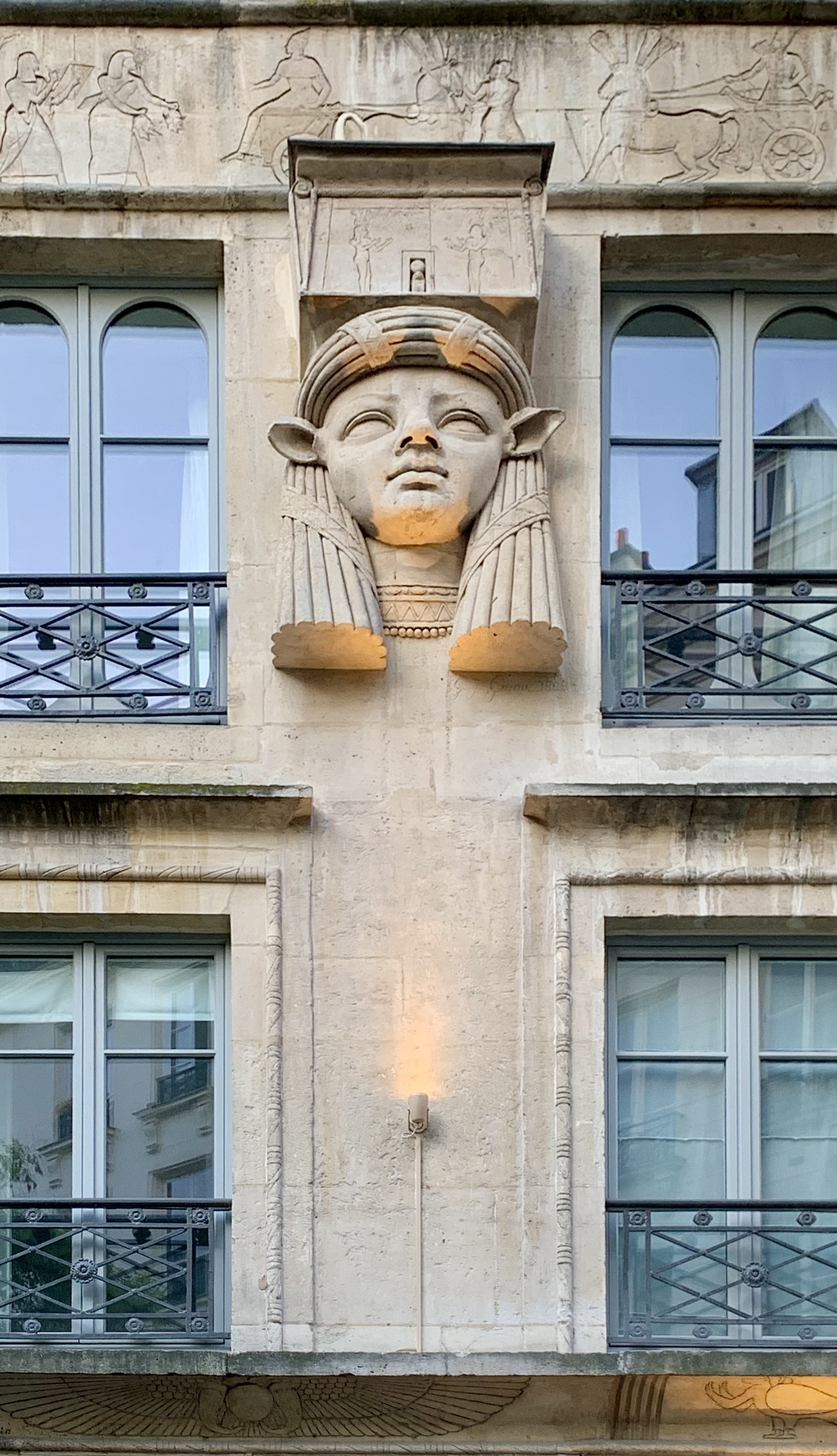
파리 Foire du Caire 건물의 이집트 리바이벌 건축의 하토르 양식 필라스터